# 瓦勒达纳斯特
瓦勒达纳斯特（法語：Val d'Anast，法語發音：[val danast]）是法国伊勒-维莱讷省的一个市镇，位于该省西南部，属于勒东区。

## 地名
“瓦勒达纳斯特”（Val d'Anast）一名在法语中意为“阿纳斯特之谷”。“阿纳斯特”是曾经的一个教区的名字，其涵盖了布列塔尼地区莫尔和康佩勒等六个市镇，此外也是布列塔尼地区莫尔的旧名。

## 历史
瓦勒达纳斯特成立于2017年1月1日，由布列塔尼地区莫尔和康佩勒两个市镇合并而成，其中布列塔尼莫尔为政府驻地。

## 地理
瓦勒达纳斯特（47°53'28"N, 1°59'30"W）面积77.86 平方千米，位于法国布列塔尼大區伊勒-维莱讷省，该省份为法国西北部沿海省份，位于布列塔尼半岛东部，北濒大西洋，西接阿摩尔滨海省和莫尔比昂省，南至大西洋卢瓦尔省，西南端接曼恩-卢瓦尔省，东临马耶讷省，东北与芒什省接壤。
与瓦勒达纳斯特接壤的市镇（或旧市镇、城区）包括：马克桑、博韦勒、拉沙佩勒-布埃克西克、梅尔内勒、吉尼昂、洛埃阿克、略龙、皮普里亚克、圣塞格兰、卡朗图瓦尔、孔布莱萨克、莱布吕莱、盖尔、卢泰勒。
瓦勒达纳斯特的时区为UTC+01:00、UTC+02:00（夏令时）。

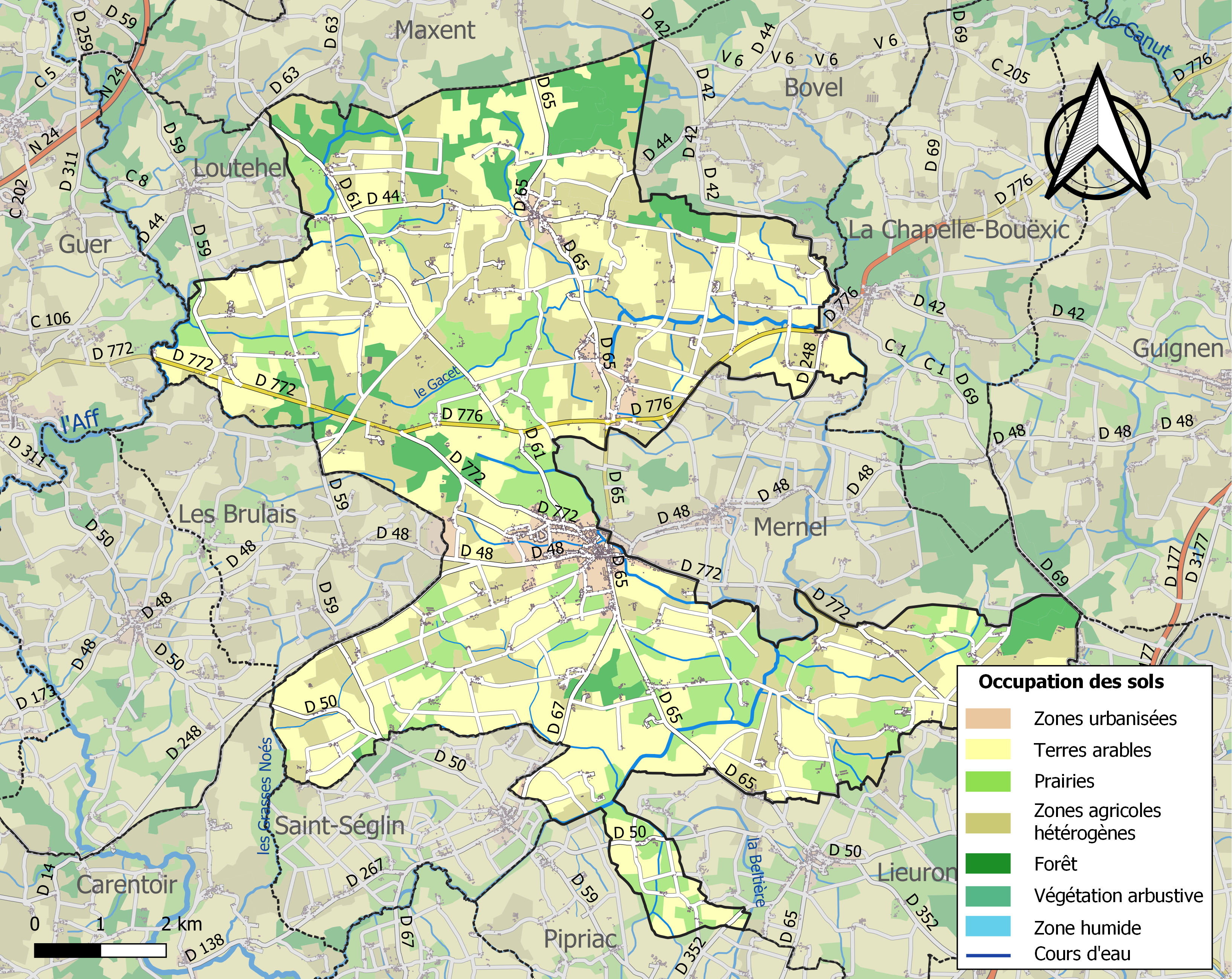
瓦勒达纳斯特的OSM定位图

## 行政
瓦勒达纳斯特的邮政编码为35330，INSEE市镇编码为35168。

## 政治
瓦勒达纳斯特所属的省级选区为吉尚县。

## 人口
瓦勒达纳斯特于2022年1月1日时的人口数量为3925人。